# HMS Antelope (1892)
Za druge ladje glejte Antelope.
HMS Antelope je bila torpedni čoln razreda Alarm.